# La Cuesta (ort i Spanien)
La Cuesta är en ort i Spanien.   Den ligger i provinsen Provincia de Segovia och regionen Kastilien och Leon, i den centrala delen av landet, 80 km norr om huvudstaden Madrid. La Cuesta ligger 1 123 meter över havet och antalet invånare är 5 000.
Terrängen runt La Cuesta är platt åt nordväst, men åt sydost är den kuperad. Runt La Cuesta är det glesbefolkat, med 8 invånare per kvadratkilometer. Närmaste större samhälle är Segovia, 20,0 km sydväst om La Cuesta. Trakten runt La Cuesta består i huvudsak av gräsmarker.